# Nhị độ mai
Nhị độ mai (貳度梅, nghĩa là Hoa mai nở hai lần) là truyện thơ Nôm Việt Nam của một tác giả khuyết danh, gồm 2.826 câu thơ lục bát, biên soạn theo cuốn tiểu thuyết Trung Quốc Trung hiếu tiết nghĩa nhị độ mai (忠孝節義二度梅) ra đời khoảng triều Minh - Thanh.

## Lược truyện
Theo nhà nghiên cứu văn học Dương Quảng Hàm thì truyện được chia làm 4 hồi (trừ 14 câu đầu tác giả nói về lẽ báo ứng của trời, và một đoạn cuối là những suy nghiệm của tác giả) và có nội dung đại để như sau:
- I. Họ Mai bị gia thần làm hại (từ câu 15 đến câu 574):

Về đời Đường Đức Tông, có Mai Bá Cao làm quan ở huyện Lịch Thành, nổi tiếng là người thanh liêm trung trực. Ông có người con trai tên là Mai Bích, tự là Lương Ngọc. Vốn căm ghét phe gian thần Lư Kỷ, Hoàng Trung, nên khi được vua triệu về kinh làm Lại khoa cấp sự, Bá Cao quyết tâm sẽ vạch tội bất lương của họ để trừ hại cho dân.
Khi đến kinh, ông đến yết kiến Lư Kỷ. Một viên quan hầu của tướng phủ đòi tiền lễ trình, ông mắng rồi không vào. Ít lâu sau, trong bữa tiệc mừng thọ Lư Kỷ, bất đắc dĩ ông phải đến mừng, nhưng lễ vật chỉ có cân miến và cây sáp. Trong khi tiếp chuyện, Bá Cao đem chuyện cũ ra chỉ trích Lư Kỷ và Hoàng Tung và từ chối không uống rượu.
Lư Kỷ căm lắm, ngấm ngầm tìm cách hãm hại ông. Nhân có giặc Thát sang quấy rối ở biên giới, Lư kỷ tâu vua cử hai người bạn của Bá Cao là Phùng Lạc Thư và Trần Đông Sơ đi đánh giặc. Bá Cao tố cáo phe Lưu Kỷ chính là những kẻ đã gây nên việc giặc giã, và khuyên vua không nên cử quan văn đảm đương việc quân. Lư Kỷ nhân đó liền khép Bá Cao vào tội trì hoãn việc binh, tạo cơ hội cho giặc. Nhà vua ra lệnh chém đầu Bá Cao và truy nã cả nhà ông.
- II. Mai Lương Ngọc nương náu ở nhà họ Trần (từ câu 475 đến câu 878):

Nhận được tin dữ, Mai phu nhân (vợ Bá Cao) đến nhà em ở Sơn Đông ẩn náu, còn Mai Lương Ngọc (con trai Bá Cao) cùng người hầu là Hỷ Đồng chạy sang nhà Hầu Loan, là cha vợ chưa cưới. Muốn thử bụng Hầu Loan, Hỷ Đồng ăn mặc giả làm Lương Ngọc vào thăm. Tức thì Hầu Loan sai bắt Hỷ Đồng. Hỷ Đồng uống thuốc độc quyên sinh. Lương Ngọc buồn rầu treo cổ tự tử, nhưng được nhà sư cứu thoát. Trần Đông Sơ, em nhà sư và là viên quan bị cách chức, đến viếng chùa. Vì cần người làm vườn, nên Trần công (tức Trần Đông Sơ) đem Lương Ngọc (lúc này lấy tên là Hỷ Đồng) về nhà.
Hôm giỗ Mai Bá Cao, Trần công nhớ bạn, bày lễ ở ngoài vườn, và khấn bạn rằng: Nếu họ Mai còn dòng dõi thì xin cho hoa mai trong vườn nở đều. Đêm hôm ấy, trời nổi cơn mưa gió, hoa mai rụng sạch. Trần công buồn rầu muốn đi tu. Con gái ông là Hạnh Nguyên khuyên giải, xin khấn cầu lần nữa.
Ba hôm sau, hoa mai lại nở đầy trên cây (vì việc này nên mới đặt truyện là Nhị độ mai, nghĩa là cây mai nở hoa hai lần. Đây được coi là một điềm may). Mừng rỡ, Trần công sai bày rượu rồi vịnh thơ. Chợt ông thấy ở vách hoa đình có bài thơ của Hỷ Đồng. Hỏi ra mới biết Hỷ Đồng chính là Mai Lương Ngọc, con trai Bá Cao, ông Trần vui mừng khôn xiết, định bụng sẽ gả Hạnh Nguyên cho chàng.
- III. Họ Trần bị hại: Mai Lương Ngọc và Trần Xuân Sinh gặp cảnh lưu ly (từ câu 897 đến câu 1.974):

Giữa lúc ấy, giặc Sa Đà lại ngấp nghé ngoài biên cương. Vốn ghét Trần Đông Sơ, Lư Kỷ tâu vua bắt Hạnh Nguyên đem cống để giặc lui. Trên đường đi cống, Hạnh Nguyên theo gương Chiêu Quân, nhảy xuống sông tự vẫn. May mà trôi giạt vào vườn nhà bà Châu Bá Phù, được nhận làm con nuôi, cùng ở với con gái bà là Vân Anh. Nhân việc ấy, Trần công bị bắt giam, cả nhà bị truy nã. Lương Ngọc cùng với Xuân Sinh (con trai Trần Đông Sơ) chạy trốn. Giữa đường gặp cướp, hai người lạc nhau. Lương Ngọc đổi tên là Mục Vinh, may gặp ông Phùng Lạc Thiên đang trên đường lai kinh phục chức. Được ông Phùng giới thiệu, chàng vào giúp việc cho quan Tuần án ở Hồ Nam là Châu Bá Phù. Thấy Lương Ngọc có tài văn chương, mới cho chàng về quê ông để học tập, và định gả con gái ông là Vân Anh cho chàng. Nhân đó, Lương Ngọc gặp được Hạnh Nguyên lúc bấy giờ đang ở nhà bà Châu Bá Phù.
Còn Trần Xuân Sinh lưu lạc khổ sở, nhảy xuống sông tự tử nhưng được nhà thuyền chài cứu thoát, nuôi dưỡng, và hứa sẽ gả con gái là Ngọc Thư cho chàng. Ỷ thế con quan, Giang Khôi bắt Ngọc Thư về làm tỳ thiếp. Xuân Sinh đi kiện, gặp Khâu Đề đốc (em ruột Mai phu nhân, tức cậu Lương Ngọc), được họ Khâu nhận làm con nuôi (đổi tên là Khâu Khôi), và định gả con gái là Vân Tiên cho Xuân Sinh.
- IV. Phe gian thần bị tội: họ Mai và họ Trần được hiển vinh (từ câu 1.975 đến câu 2.780):

Mục Vinh (Lương Ngọc) và Khâu Khôi (Xuân Sinh) đi thi. Một người đỗ Trạng nguyên, một người đỗ Bảng nhãn. Lư Kỷ muốn ép Khâu Khôi cưới con gái mình, nhưng chàng không chịu. Lư Kỷ bắt Khâu Khôi bỏ ngục. Học trò nổi giận, đón đánh Lư Kỷ và Hoàng Tung, rồi vào chầu vua kể hết tội lộng quyền của hai viên quan này. Vua xét rõ, bèn sai chém cả hai. Cuối cùng, cả hai họ Mai-Trần đều được nhà vua ban thưởng: Mai Bá Cao được truy phong, Trần công được khỏi tù và thăng chức, Lương Ngọc và Xuân Sinh đều được ban chức.
Lương Ngọc về đón mẹ, viếng mộ Hỷ Đồng, rồi về kinh làm lễ thành hôn cùng Hạnh Nguyên (vợ chánh) và Vân Anh (vợ thứ). Còn Xuân Sinh thì làm lễ thành hôn với Vân Tiên và Ngọc Thư.

## Nhận xét
- Nhà nghiên cứu Dương Quảng Hàm:

Nhị độ mai là một cuốn luân lý tiểu thuyết chủ ý khuyên người ta nên theo luân thường, nên giữ trọn những điều trung, hiếu, tiết, nghĩa. Trong truyện, bày ra một bên là những vai trung chính, dù gặp hoạn nạn cũng không đổi lòng, sau được vẻ vang sung sướng; một bên là nhũng vai gian ác, tuy được đắc chí một thời, sau cũng phải bị tội vạ, khổ sở, để tỏ cho người đời nhận biết cái lẽ báo ứng của trời.
Cốt truyện là những nỗi gian truân của hai gia đình, họ Mai và họ Trần...Nhưng kết cấu câu chuyện hơi vụng..., và tình tiết trong truyện nhiều chỗ phiền toái, rối ren. Lời văn truyện này bình thường, giản dị, ai xem cũng hiểu. Vả lại, câu chuyện hoàn toàn có tính cách luân lý, nên rất được phổ cập trong dân chúng .
- Nhà nghiên cứu Nguyễn Phương Chi:

Nội dung Nhị độ mai là cuộc đấu tranh quyết liệt giữa hai lực lượng chính nghĩa và phi nghĩa trong xã hội phong kiến. Tác phẩm phản ánh hiện thực xã hội phong kiến trên bước đường suy vong của nó: trong triều vua không lo việc nước để gian thần lộng hành giết hại những trung thần, nên ngoài thì giặc giã luôn đe dọa, đời sống nhân dân cơ cực, bị ức hiếp và chà đạp. Tác phẩm cũng thể hiện sâu sắc thái độ và nguyện vọng của người dân lao động lúc bấy giờ: đứng về phía chính nghĩa mà căm ghét phe gian tà hại dân phản nước; luôn mong ước cho người ngay, người tốt được hưởng hạnh phúc, kẻ gian ác phải bị trừng trị nghiêm minh. Vì vậy, tuy ít nhiều còn nhuốm màu sắc phong kiến, truyện Nhị độ mai cũng đã thấm nhuần tư tưởng nhân đạo tiến bộ.
Tác phẩm là câu chuyện có nhiều tình tiết, kết cấu không đơn điệu, mặc dù đôi khi tác giả đã quá lạm dụng các tình tiết khiến mạch truyện thiếu phần chặt chẽ và tự nhiên. Nhân vật tuy chưa được chú ý nhiều về đời sống nội tâm, nhưng một số cá tính cũng đã được khắc họa tương đối đạt.
Ngôn ngữ thơ nhìn chung là giản dị, trong sáng, có dùng chữ Hán, điển cố song liều lượng vừa phải và nhuần nhị. Sau Truyện Kiều và Lục Vân Tiên, Nhị độ mai là tác phẩm được quảng đại quần chúng yêu thích và được phổ biến rộng rãi.
- Từ điển bách khoa Việt Nam:

Chủ đề chính nghĩa thắng gian tà thể hiện qua một cốt truyện dài, bao quát nhiều số phận. Trong Nhị độ mai xuất hiện một hệ thống nhân vật phong phú, sinh động, thuộc nhiều tầng lớp: vua chúa, văn thần, võ tướng, kẻ sĩ tài danh, công tử ỷ quyền cậy thế, sư sãi, nhà chài, đặc biệt có hình tượng nhà Nho nghĩa khí và người phụ nữ tài sắc, đức hạnh. Lời thơ trong sáng, lưu loát, nhuần nhị. Sau Truyện Kiều, Nhị độ mai là một trong những truyện Nôm tiếp thu đề tài, cốt truyện từ văn học Trung Quốc, nhưng có giá trị sáng tạo nghệ thuật, cả về phương diện nội dung lẫn hình thức.

## Sách tham khảo
- Dương Quảng Hàm, Việt Nam văn học sử yếu (mục "Nhị độ mai"). Trung tâm học liệu xuất bản. Bản in lần thứ 10, Sài Gòn, 1968.
- Dương Quảng Hàm, Việt Nam thi văn hợp tuyển (mục "Nhị độ mai"). Trung tâm học liệu xuất bản. Bản in lần thứ 9, Sài Gòn, 1968.
- Nguyễn Phương Chi, mục từ "Nhị độ mai" trong Từ điển văn học (bộ mới). Nhà xuất bản Thế giới, 2004.
- Trịnh Vân Thanh, Thành ngữ điển tích danh nhân từ điển (Quyển Hạ). Nhà xuất bản Hồn thiêng, Sài Gòn, 1967.